# Chrysometa yotoco
Chrysometa yotoco là một loài nhện trong họ Tetragnathidae.
Loài này thuộc chi Chrysometa. Chrysometa yotoco được Herbert W. Levi miêu tả năm 1986.